# Pocheon
Pocheon (Pocheon-si; 포천시; 抱川市) è una città della provincia sudcoreana del Gyeonggi.